# Округ Хјустон (Тексас)
Округ Хјустон (енгл. Houston County) је округ у америчкој савезној држави Тексас. По попису из 2010. године број становника је 23.732.

## Демографија
Према попису становништва из 2010. у округу је живело 23.732 становника, што је 547 (2,4%) становника више него 2000. године.
| Група             | 2000.          | 2010.          |
| Белци             | 14.775 (63,7%) | 14.811 (62,4%) |
| Афроамериканци    | 6.476 (27,9%)  | 6.179 (26,0%)  |
| Азијати           | 57 (0,2%)      | 95 (0,4%)      |
| Хиспаноамериканци | 1.739 (7,5%)   | 2.364 (10,0%)  |
| Укупно            | 23.185         | 23.732         |